# Гуменюк Карпо Григорович
Карпо́ Григо́рович Гуменю́к (1898, село Нова Соколівка, Проскурівський повіт, Подільська губернія — †22 листопада 1921, містечко Базар, Базарська волость, Овруцький повіт, Волинська губернія) — козак 4-ї гарматної бригади 4-ї Київської дивізії Армії УНР, Герой Другого Зимового походу.

## Біографія
Народився в 1898 році у селі Нова Соколівка Проскурівського повіту Подільської губернії в українській селянській родині.
Освіти не мав.
Не входив до жодної партії.
В Армії УНР із 1920 року.
Служив у 2-й гарматній батареї 2-ї бригади 2-ї Волинської дивізії.
Під час Другого Зимового походу — козак 4-ї гарматної бригади 4-ї Київської дивізії.
Потрапив у полон 17 листопада 1921 року під селом Звіздаль.
Розстріляний більшовиками 22 листопада 1921 року у місті Базар.
Реабілітований 27 квітня 1998 року.

## Вшанування пам'яті
- Його ім'я вибите серед інших на Меморіалі Героїв Базару.